# Залізна корона

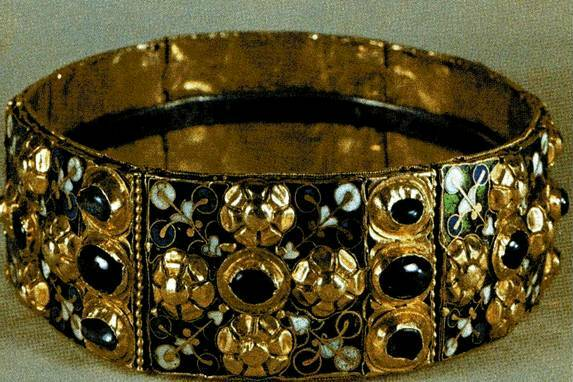
Залізна корона

Залі́зна коро́на (лат. і італ. Corona Ferrea), або Залі́зна коро́на лангоба́рдів (лат. Corona Ferrea Langobardiae) — корона лангобардського королівства. Складається з золотого обруча в 3 дюйми шириною, покритого  дорогоцінними каменями, всередині якого міститься вузький залізний обруч. Останній, за переказами, походить не далі часів  Карла Великого, являв собою спочатку цвях від хреста  Спасителя, подарований  Папою Григорієм Великим лангобардській  принцесі Теоделінді, яка веліла приготувати з нього корону для коронування свого чоловіка Агілульфа (593) (див. також вотивна корона).
З тієї пори корона була віддана на зберігання в храм Івана Хрестителя в Монці, біля Мілану, де знаходиться й донині. Крім самостійних лангобардських королів, нею коронувалися велика частина німецьких королів та імператорів, від Карла Великого до Карла V; в 1805 році, після заснування Італійського королівства — Наполеон I, а в 1838, як король Ломбардо-венеційський, —  австрійський імператор Фердинанд I.

## Галерея

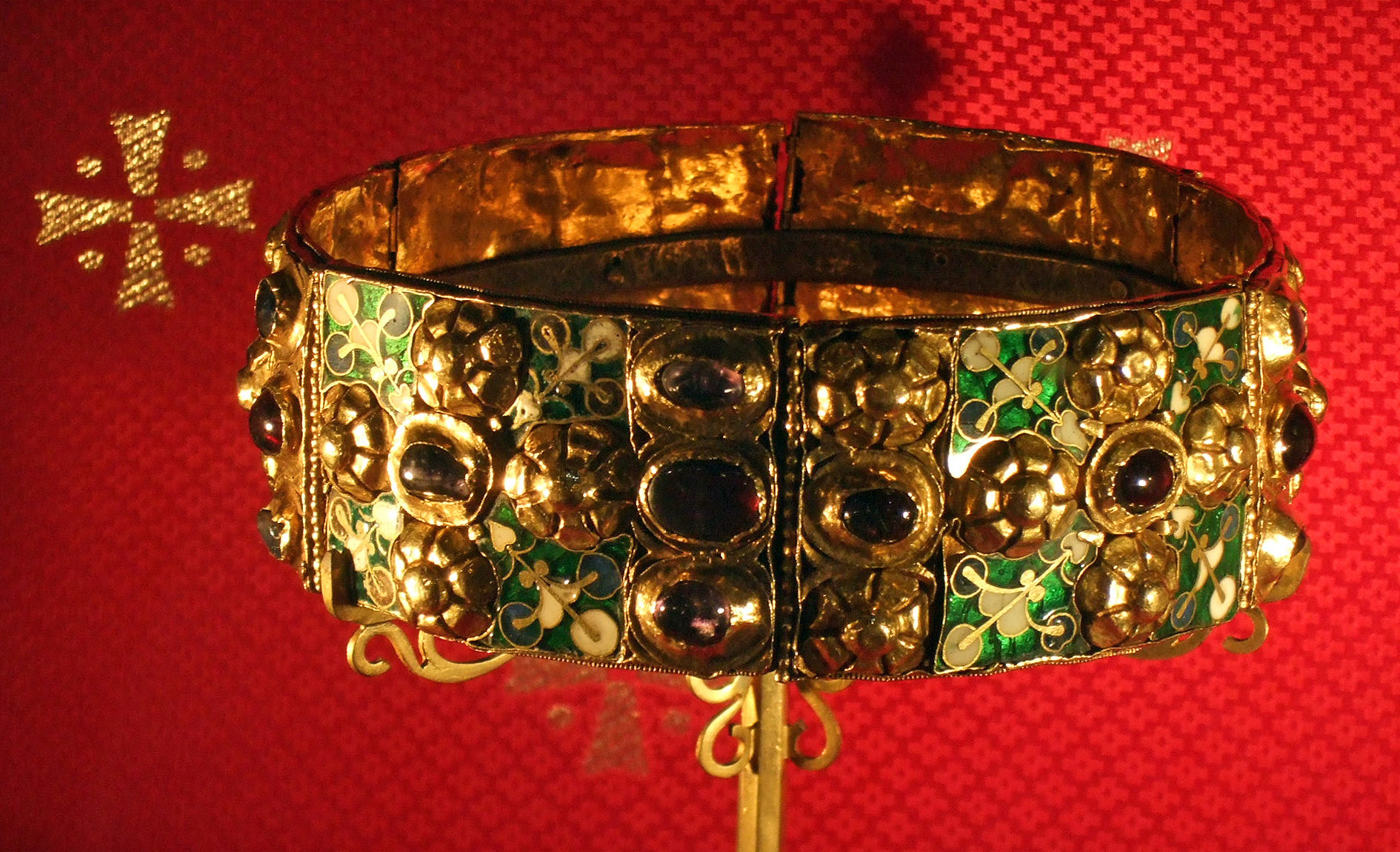
Залізна корона
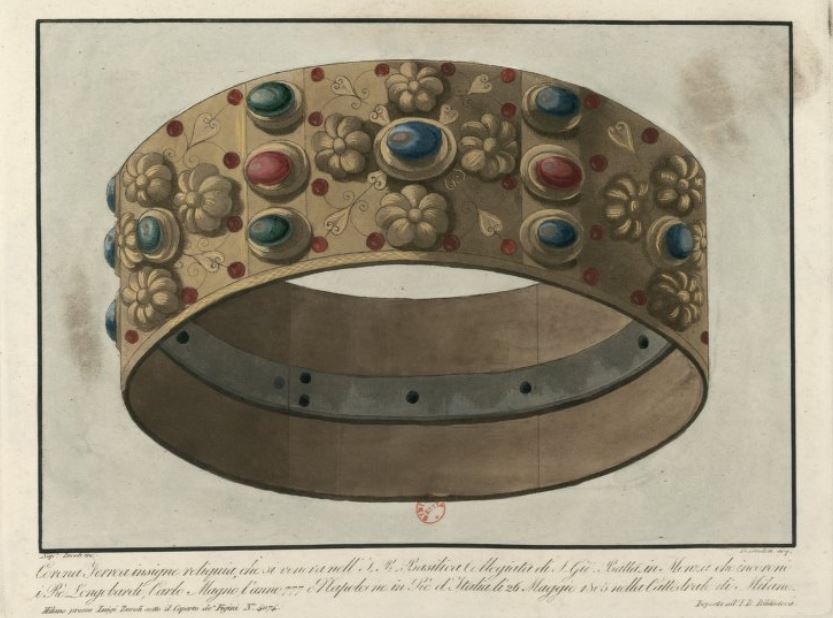
Залізна корона
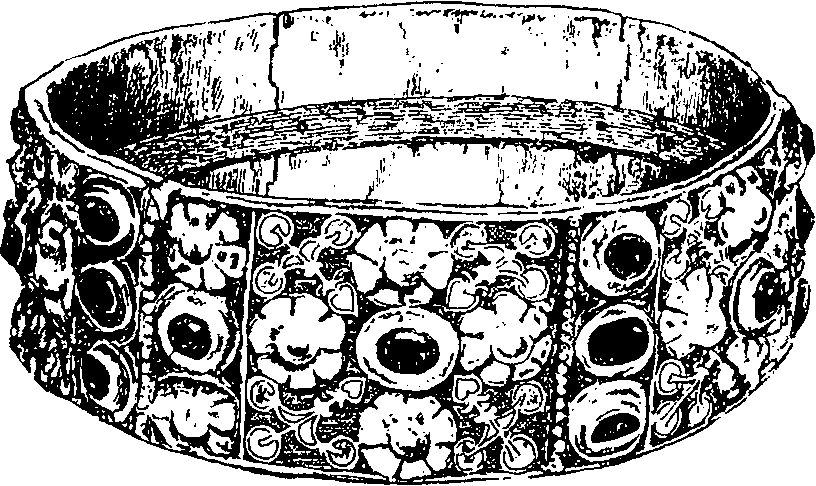
Залізна корона
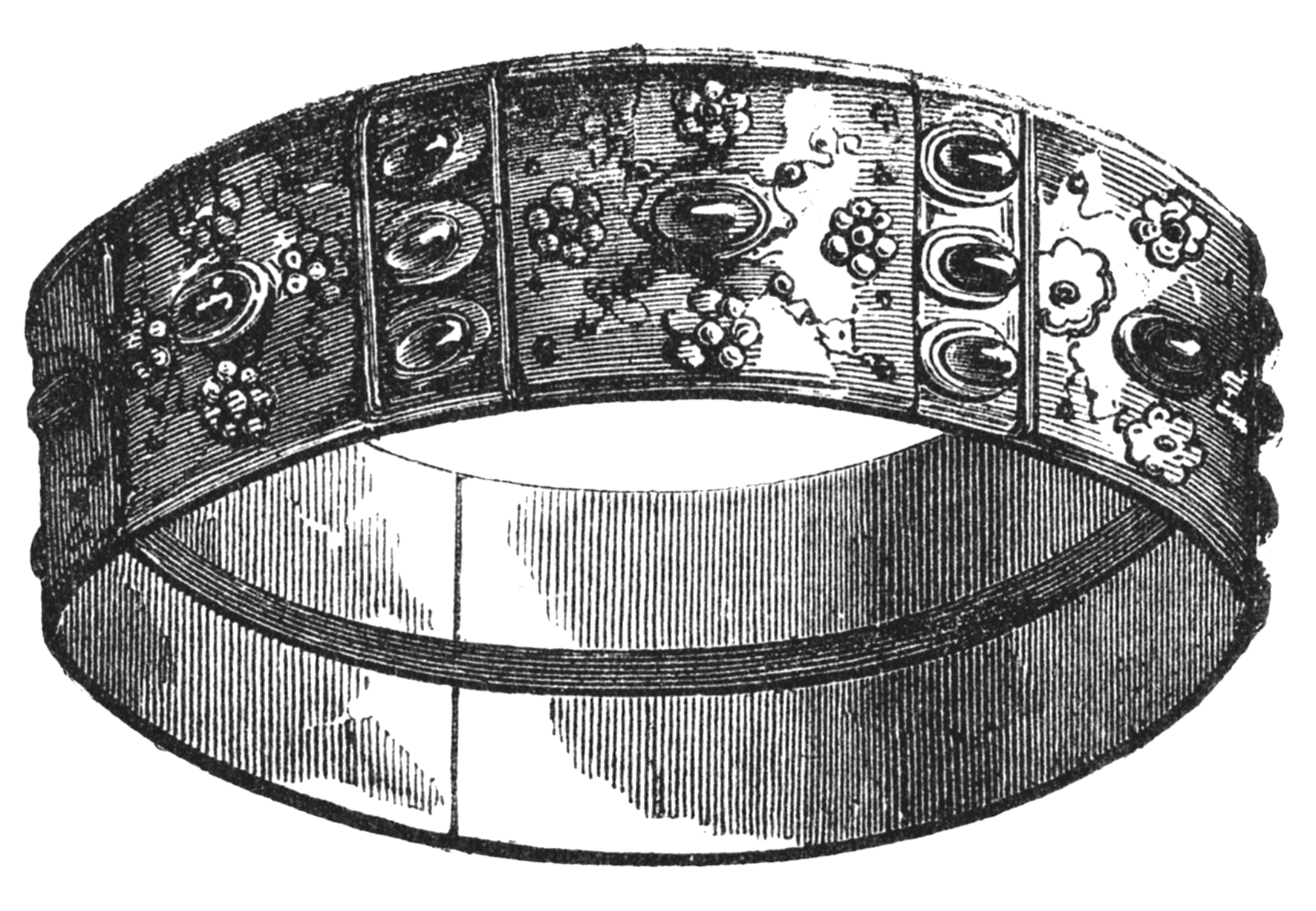
Залізна корона
В геральдиці